# Tilapia (verzamelnaam)
Tilapia is een verzamelnaam voor een groot aantal soorten tropische zoetwatervissen uit de familie der cichliden. Al naargelang de ondersoort kunnen tilapia's een lengte van 45 cm en een gewicht van 2,5 kg bereiken.
Oorspronkelijk stammen deze vissen uit Afrika, maar ze werden door de mens uitgezet in andere werelddelen; hierdoor komt deze vis ook voor in de Noord-Amerikaanse Everglades.
Tilapia's zijn muilbroeders, de bevruchte eitjes worden, afhankelijk van de ondersoort, door de moeder of door beide ouders in de bek uitgebroed.

## Soorten
De benaming Tilapia wordt gebruikt voor de soorten uit drie geslachten, namelijk Oreochromis, Sarotherodon en Tilapia.

## Aquacultuur

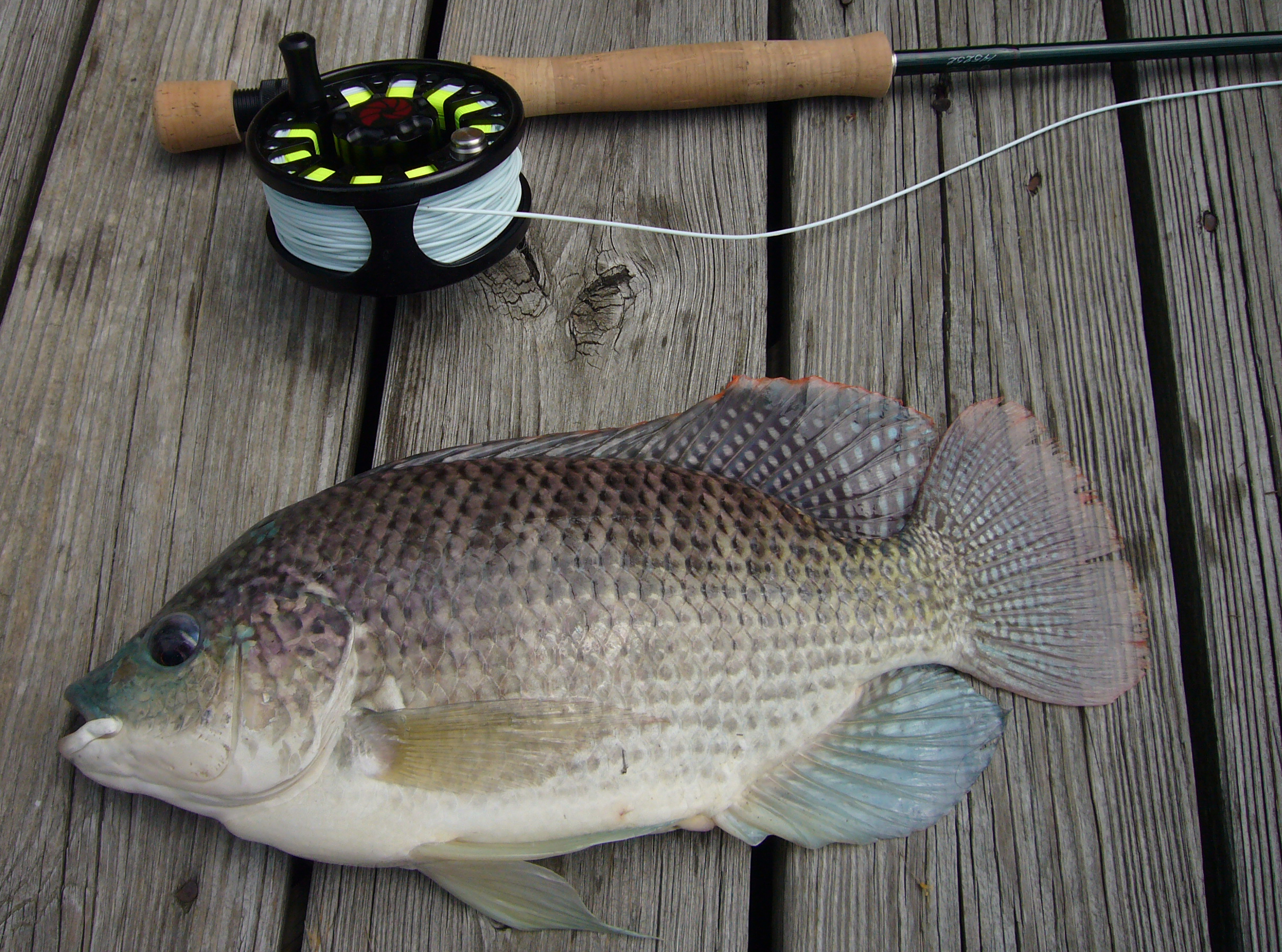
Oreochromis aureus gevangen in de Verenigde Staten

Sedert enkele jaren zijn tilapia's ook in Europa populair als consumptievis. Tilapia's stellen weinig eisen aan de waterkwaliteit, behalve een minimumtemperatuur van 20 graden Celsius.
Deze vissoort wordt gekweekt in verschillende landen, voornamelijk in China, de Filipijnen, Taiwan, Indonesië en Thailand.
Tilapia's kunnen gekweekt worden met plantaardig voedsel, dat voornamelijk uit soja en tarwe bestaat.